# Three Dollar Bill, Yall$
Three Dollar Bill, Y'all$ es el álbum debut de estudio para Limp Bizkit, del género nu metal después de la grabación de su demo, Mental Aquaducts. Fue grabado en mayo de 1997 y lanzado al mercado un mes después, el 1 de julio por Interscope Records y Flip Records, conjuntamente. El álbum fue producido por un especialista en el género, Ross Robinson, que había trabajado con grupos como KoЯn, Deftones o Sepultura.
El álbum consiguió un disco de platino en Estados Unidos. Este primer trabajo no consiguió grandes ventas al principio, pero tras la primera gira de la banda por el país el disco fue un éxito reconocido con ese platino.

## Listado de canciones
1. «Intro» – 0:48
2. «Pollution» – 3:52
3. «Counterfeit» – 5:08
4. «Stuck» – 5:25
5. «Nobody Loves Me» – 4:28
6. «Sour» – 3:33
7. «Stalemate» – 6:14
8. «Clunk» – 4:03
9. «Faith» – 3:52
  - Contiene la pista oculta «Blind»
10. «Stink Finger» – 3:03
11. «Indigo Flow» – 2:23
12. «Leech» (versión demo) – 2:11
13. «Everything» – 16:26

## Créditos
- Fred Durst - cantante
- Wes Borland - guitarra
- Sam Rivers - bajo
- John Otto - batería
- DJ Lethal - DJ
- Scott Borland - teclados en las canciones 1, 2, y 6

## Éxitos
Álbum - Billboard
| Año  | Listas            | Posición |
| ---- | ----------------- | -------- |
| 1997 | Heatseekers       | 1        |
| 1998 | The Billboard 200 | 22       |

Singles - Billboard 
| Año  | Sencillo | Lista                  | Posición |
| ---- | -------- | ---------------------- | -------- |
| 1999 | «Faith»  | Mainstream Rock Tracks | 33       |
| 1999 | «Faith»  | Modern Rock Tracks     | 28       |

- Datos: Q1141857